# Sarcosperma uittienii
Sarcosperma uittienii är en tvåhjärtbladig växtart som beskrevs av Herman Johannes Lam. Sarcosperma uittienii ingår i släktet Sarcosperma och familjen Sapotaceae. Inga underarter finns listade i Catalogue of Life.